# Sigrid Metz-Göckel
Sigrid Metz-Göckel (ur. 18 sierpnia 1940 w Pietraszynie na Górnym Śląsku, zm. 11 lutego 2025) – niemiecka socjolożka, politolożka i psycholożka społeczna. Zajmowała się głównie badaniami nad feminizmem, gender, oświatą i szkolnictwem wyższym. Była profesorką Uniwersytetu Technicznego w Dortmundzie i jedną z inicjatorek studiów feministycznych w Niemczech.

## Życiorys
Ojciec Sigrid Metz-Göckel, Franz-Josef Schneider, był nauczycielem w szkole ludowej. Zginał jako żołnierz podczas II Wojny Światowej. Helene Schneider – jej matka – wychowywała dzieci samotnie. Sigrid Metz-Göckel uczęszczała do polskiej szkoły ludowej. W roku 1950, po długiej tułaczce, jej rodzina osiedliła się w miejscowości Dunum w Dolnej Saksonii.
Maturę o profilu klasycznym zdała w Hanowerze, a następnie rozpoczęła studia studia ekonomiczne w Moguncji. W latach 1961 – 1966 studiowała socjologię na Uniwersytecie im. Johanna Wolfganga Goethego we Frankfurcie nad Menem. Doktorat z psychologii społecznej i politologii ukończyła w roku 1972 na Uniwersytecie Gießen. Tytuł jej rozprawy doktorskiej brzmiał: Dydaktyka szkolnictwa wyższego między teorią i praktyką. Była pracowniczką naukową na wydziale socjologicznym Uniwersytetu Gießen oraz Instytutu Battelle we Frankfurcie. Realizowała projekty badawcze m.in. na Uniwersytecie Jagiellońskim w Krakowie, w Wellesley College oraz na Uniwersytecie Kalifornijskim w Berkeley.

### Działalność naukowa
W okresie ruchów feministycznych wniosła znaczący wkład w instytucjonalizację studiów kobiecych i genderowych jako nowej dziedziny badawczej. W 1976 roku została mianowana profesorką na Uniwersytecie w Dortmundzie. Jednym z jej pierwszych zadań było utworzenie Uniwersyteckiego Centrum Dydaktycznego zorientowanego na studia kobiece i genderowe, którym kierowała do 2002 roku. W latach 70. była jedną z trzech kobiet profesorek zatrudnionych na dortmundzkiej uczelni. W 1979 roku wraz ze swoimi studentkami zainicjowała kierunek podyplomowy „studia kobiece”. Oficjalnie wystartował on dwa lata później i skierowany był do osób pracujących na pełen etat, w niepełnym wymiarze godzin oraz do wolontariuszek zaangażowanych w pracę z kobietami. Metz-Göckel była kierowniczką naukową studiów kobiecych do 2002 roku.
W latach 80. wraz z socjolożką Ursulą Müller przeprowadziła badania dotyczące różnic między mężczyznami, które opublikowane zostały w 1986 roku pod tytułem Der Mann. Eine repräsentative Untersuchung über die Lebenssituation und das Frauenbild 20- bis 50-jähriger Männer (Mężczyzna. Badania na reprezentatywnej grupie mężczyzn w wieku od 20 do 50 lat na temat ich sytuacji życiowej oraz obrazu kobiet). Było to drugie studium badawcze o mężczyznach w Niemczech. Pierwsze przeprowadziła Helge Pross na zlecenie czasopisma Brigitte. Metz-Göckel i Müller interesowały się przede wszystkim procesami emancypacyjnymi mężczyzn oraz ich subiektywnym obrazem kobiet. Emancypację rozumiały w kontekście uznania kobiet ‘równymi sobie’ i wspierania ich. Ich projekt zapoczątkował nowy etap badań nad feminizmem w kraju. W latach 2000-2002 Metz-Göckel kierowała procesem ewaluacji Międzynarodowego Uniwersytetu Kobiecego (ifu) „Technologia i Kultura” podczas Expo 2000 w Hanowerze.
Po przejściu na emeryturę w 2005 roku nadal realizowała projekty badawcze i nadzorowała rozprawy doktorskie. Angażowała się również na rzecz feministyczno-genderowej sieci naukowo-badawczej Netzwerk Frauen- und Geschlechterforschung NRW, której była współzałożycielką. W 2006 roku powołała Fundację „Aufmüpfige Frauen” (Zadziorne Kobiety). Jej organizacja regularnie przyznaje tytuł Aufmüpfige Frau des Jahres (Zadziorna Kobieta Roku), kobietom będącym wzorem do naśladowania dla innych.
Sigrid Metz-Göckel sama o sobie mówiła: „Jestem pasjonatką badań i chętnie przekraczam granice pomiędzy nauką oraz polityką naukową, by jako członkini społeczeństwa obywatelskiego angażować się na rzecz równości społecznej i poprawy sytuacji kobiet. (...) Wykładowczyni akademicka to dla kobiet wspaniały zawód”.

### Wyróżnienia
- Order Zasługi Republiki Federalnej Niemiec (24 września 1998)[8]

### Członkostwa i funkcje
- 1989–1992 ekspertka Komisji Badawczej Bundestagu „Zukunft der Bildung – Bildung 2000” (Przyszłość Oświaty – Nauka 2000)
- 1992–1994 członkini  Komisji Senackiej Niemieckiej Grupy  Badawczej – Społeczne Studia Kobiece
- 1992–1994 członkini  Komisji Oświatowej landu Nadrenia Północna-Westfalia
- 1997–1999 przewodnicząca Komisji ds. Instytucjonalizacji Studiów Kobiecych i Genderowych na uczelniach landu Badenia-Wirtembergia, Stuttgart
- 2000–2025 inicjatorka i rzeczniczka Kolegium Doktoranckiego „Wissensmanagement und Selbstorganisation im Kontext hochschulischer Lehr- und Lernprozesse” (Zarządzanie wiedzą i samoorganizacja w kontekście procesów dydaktycznych     i edukacyjnych) przy Fundacji im. Hansa Böcklera
- 2008–2025 roku członkini Rady Uczelnianej Uniwersytetu w Oldenburgu
- Członkini ciała doradczego ds. Międzynarodowej Profesury im. Marie-Jahody na Uniwersytecie Ruhry w Bochum

### Wydawczyni czasopism naukowych i serii wydawniczych
- Członkini redakcji i wydawczyni czasopisma Zeitschrift für Frauenforschung & Geschlechterstudien (Studia Kobiece & Genderowe)
- Współwydawczyni serii "Geschlecht und Gesellschaft" (Płeć i Społeczeństwo) w wydawnictwie VS Verlag für     Sozialwissenschaften, Wiesbaden
- Współwydawczyni serii "Bildung, Hochschule Innovation" (Oświata, Szkolnictwo Wyższe, Innowacyjność) w wydawnictwie Lit Verlag, Monastyr